# You Rock My World
You Rock My World ist ein Lied von Michael Jackson aus dem Album Invincible. Es erschien am 22. August 2001 als erste Single des Albums. Das Intro wurde vom Schauspieler Chris Tucker gesprochen, der auch im Musikvideo mitspielt und mit Jackson befreundet war.

## Musikvideo
Im Musikvideo, das von Paul Hunter gedreht wurde, versucht Jackson, eine Frau (Kiyasha Dudley) zu verführen. Im Video spielen die Schauspieler Chris Tucker, Marlon Brando, Michael Madsen und Billy Drago mit. Jackson trägt eine Blazer und seinen klassischen Hut, wie auch in Smooth Criminal. Das Video ist über zwölf Minuten lang und wird daher auch als Kurzfilm bezeichnet.

## Kritiken
The Stuart News bezeichnete You Rock My World als „ermüdend und klischeehaft“. 2000 Watts sei die bessere Vorab-Single gewesen.

## Kommerzieller Erfolg

### Chartplatzierungen
You Rock My World erreichte in fünf Ländern die Spitzenposition der Charts und konnte sich zudem in 16 weiteren Ländern in den Top zehn platzieren.
| ChartsChartplatzierungen       | Höchstplatzierung | Wochen |
| ------------------------------ | ----------------- | ------ |
| Deutschland (GfK)              | 6 (9 Wo.)         | 9      |
| Österreich (Ö3)                | 9 (8 Wo.)         | 8      |
| Schweiz (IFPI)                 | 5 (18 Wo.)        | 18     |
| Vereinigte Staaten (Billboard) | 10 (20 Wo.)       | 20     |
| Vereinigtes Königreich (OCC)   | 2 (18 Wo.)        | 18     |

| ChartsJahrescharts (2001) | Platzierung |
| ------------------------- | ----------- |
| Schweiz (IFPI)            | 49          |

### Auszeichnungen für Musikverkäufe
| Land/Region                  | Auszeichnungen für Musikverkäufe (Land/Region, Auszeichnung, Verkäufe) | Verkäufe  |
| ---------------------------- | ---------------------------------------------------------------------- | --------- |
| Australien (ARIA)            | Gold                                                                   | 35.000    |
| Belgien (BRMA)               | Gold                                                                   | 25.000    |
| Dänemark (IFPI)              | Platin (Physisch) · + Gold (Digital)                                   | 53.000    |
| Frankreich (SNEP)            | Gold                                                                   | 250.000   |
| Kanada (MC)                  | Platin                                                                 | 80.000    |
| Neuseeland (RMNZ)            | Platin                                                                 | 30.000    |
| Norwegen (IFPI)              | Gold                                                                   | 10.000    |
| Südafrika (RISA)             | Platin                                                                 | 50.000    |
| Vereinigte Staaten (RIAA)    | Gold                                                                   | 500.000   |
| Vereinigtes Königreich (BPI) | Platin                                                                 | 600.000   |
| Insgesamt                    | 6× Gold · 5× Platin ·                                                  | 1.633.000 |

Hauptartikel: Michael Jackson/Auszeichnungen für Musikverkäufe

## Besetzung
- Produktion: Michael Jackson, Rodney Jerkins
- Komposition: Michael Jackson, Rodney Jerkins, Fred Jerkins III, LaShawn Daniels, Nora Payne
- Solo, Background Vocals, Intro (gesprochen): Michael Jackson
- Intro (gesprochen): Chris Tucker
- Keyboard, Synthesizer: Michael Jackson, Rodney Jerkins
- Tontechnik: Brad Gilderman, Rodney Jerkins, Jean-Marie Horvat, Dexter Simmons, Stuart Brawley (Tontechniker), Harvey Mason (assistierender Tontechniker)
- Mix: Bruce Swedien, Rodney Jerkins